# Windows Server 2016
Windows Server 2016 je operační systém z řady Windows NT od společnosti Microsoft. Windows Server 2016 je nástupcem systému Windows Server 2012 R2, se kterým má společné jádro a další součásti systému s Windows 10. Windows Server 2016 je koncipován jako síťový, serverový operační systém a je proto určen především pro nepřetržitý provoz aplikací a služeb. Jeho nástupcem je Windows Server 2019.
Windows Server 2016 byl oficiálně vydán 26. září 2016.
Hlavní podpora aktualizací produktu byla ukončena 9. října 2018 a rozšířená podpora produktu byla přestána být podporována 10. října 2023. Existuje ještě program Extended Security Support Year 3, který bude podporovat bezpečnostní aktualizace až do 13. října 2026.

## Novinky ve Windows Server 2016
- Výchozí instalace Windows Server Core (bez GUI). Core instalace má přepracované některé uživatelské dialogy, všechny dialogy jsou nově zobrazovány v textové konzoli (například dialogy pro změnu hesla).
- Nový typ instalace Nano Server. Specializovaná verze instalace Windows Server Core pouze s vybranými rolemi a funkcemi. Hlavní určení je provoz ve virtualizačních data centrech, správa je možná pouze vzdáleně skrze PowerShell, nebo Telnet. Neobsahuje žádné GUI.[4][2]
- Nová role Windows Containers. Slouží pro virtualizaci aplikací. Aplikace distribuovaná v kontejneru si s sebou nese vše co vyžaduje pro svůj běh.[2]
- Nová role MultiPoint Services. Dosud jako samostatný produkt Windows MultiPoint Server.
- Nová funkce softwarového restartu. Softwarový restart provede restart OS bez opětovné inicializace hardware, restart tak proběhne daleko rychleji.
- Internet Information Services verze 10. Nově bude podporovat protokol HTTP/2.
- Skupinová politika (Group Policy) obsahuje nové vlastnosti a funkce.
- Windows PowerShell verze 5.
- Telnet Server byl odstraněn.
- Network Access Protection byl odstraněn.
- Hyper-V bude nově podporovat produkční Checkpointy (snapshoty). Nově bude možné zálohovat virtuální stroj s pomocí snapshotů.
- Hyper-V bude nově podporovat vnořenou virtualizaci (nested virtualization). Ve virtuálním stroji tedy můžete provozovat další Hyper-V Server, který bude schopen vytvářet další virtuální stroje. Je tak možné vytvářet testovací virtualizační platformu ve virtuálním stroji (dosud bylo nutné mít pro tyto účely vyhrazený fyzický stroj).[5]
- Licenční model byl změněn na počet jader (Core) procesoru (předchozí systémy jsou licencovány na počet procesorů). Licence pro server s 16 jádry, nebo méně, by měl stát stejnou cenu jako Windows Server 2012 R2 pro server se dvěma procesory.[6]